# Keskusta (Turku)
Pour les articles homonymes, voir Keskusta.

Keskusta (suédois : Centrum) est le district du centre-ville de Turku en Finlande. 

## Description
Le centre de Turku est situé à l'embouchure du fleuve Aura. 
Il comprend le centre commercial de la ville et certaines zones résidentielles centrales.
Le district central comprend neuf quartiers en totalité et partiellement d'autres quartiers de la ville. 
Certains quartiers sont divisés entre le district central et un autre district.

### Quartiers
| Quartier (finnois)          | Quartier (suédois)         |
| Quartier I                  | I stadsdel                 |
| Quartier II                 | II stadsdel                |
| Quartier III                | III stadsdel               |
| Quartier IV — Martti        | IV stadsdel — Martins      |
| Quartier V — Itäranta       | V stadsdel — Öststranden   |
| Quartier VI                 | VI stadsdel                |
| Quartier VII                | VII stadsdel               |
| Quartier VIII — Port Arthur | VIII stadsdel              |
| Quartier IX — Länsiranta    | IX stadsdel — Väststranden |
| Vähäheikkilä                | Lillheikkilä               |
| Iso-Heikkilä                | Storheikkilä               |
| Korppolaismäki              | Korppolaisbacken           |
| Kupittaa                    | Kuppis                     |
| Kurjenmäki                  | Tranbacken                 |
| Mäntymäki                   | Tallbacka                  |
| Nummi                       | Nummisbacken               |
| Pihlajaniemi                | Rönnudden                  |
| Turun satama                | Åbo hamn                   |
| Ruissalo                    | Runsala                    |

## Galerie

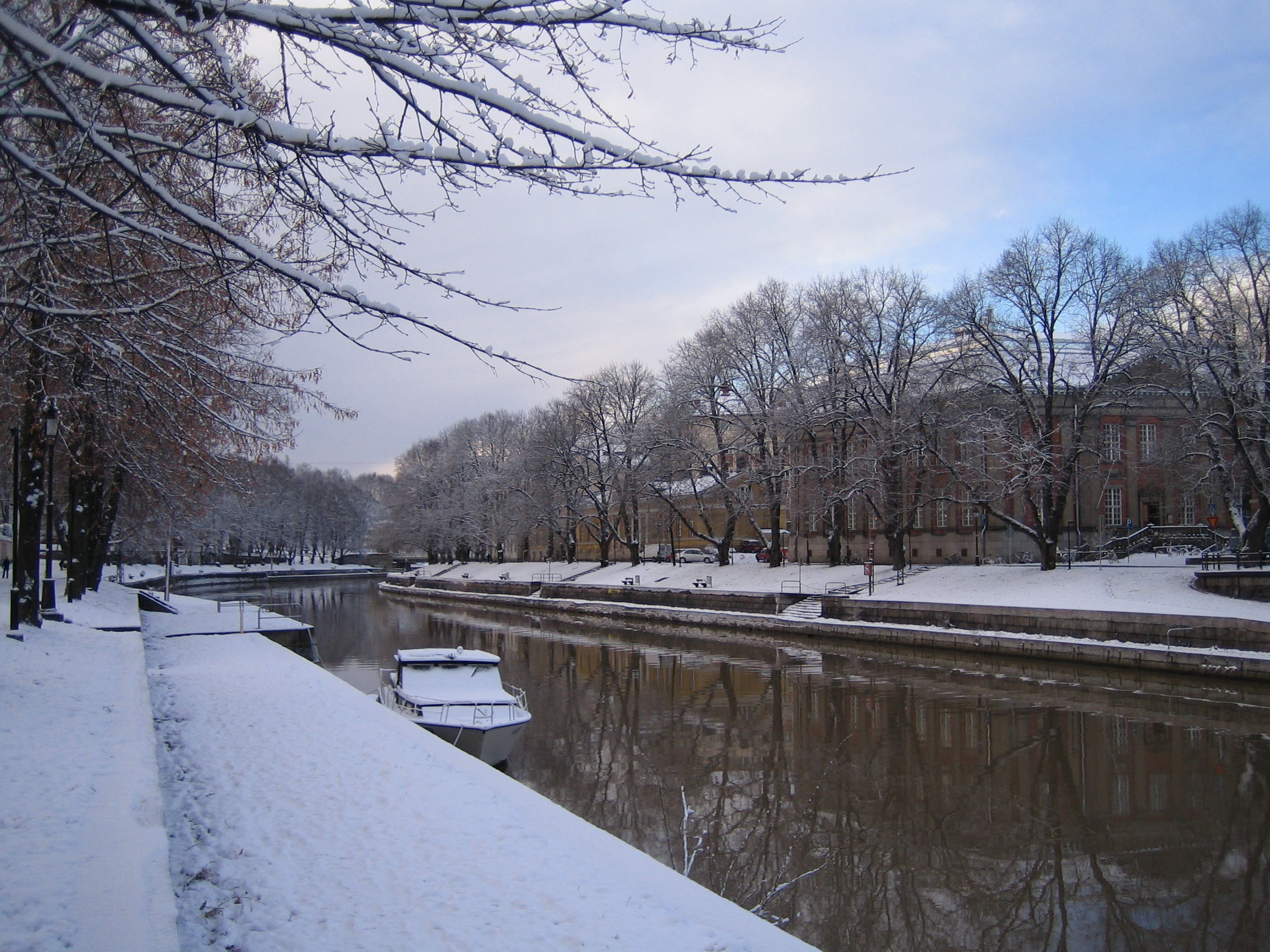
Le fleuve Aura.
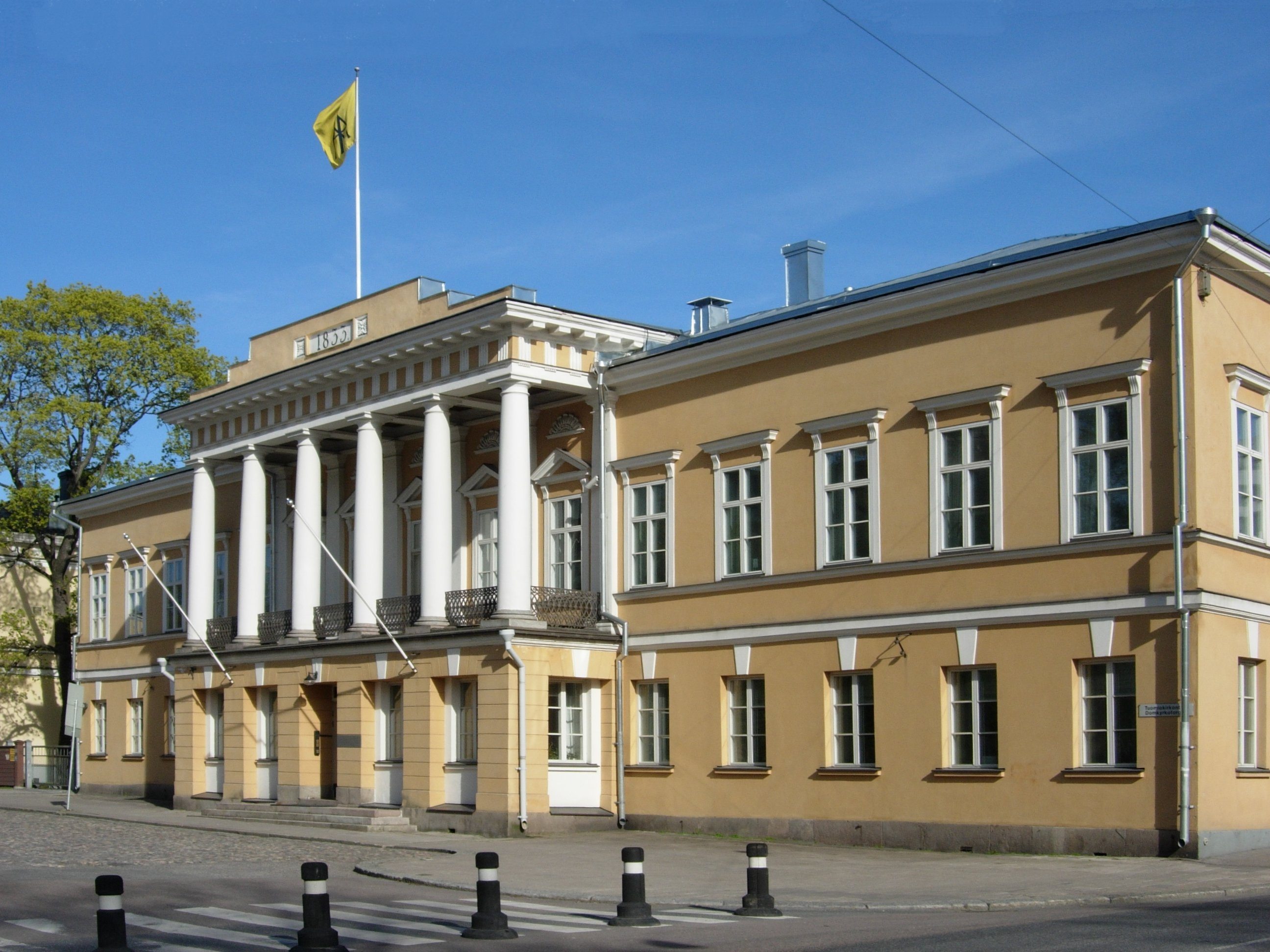
L'académie d'Åbo
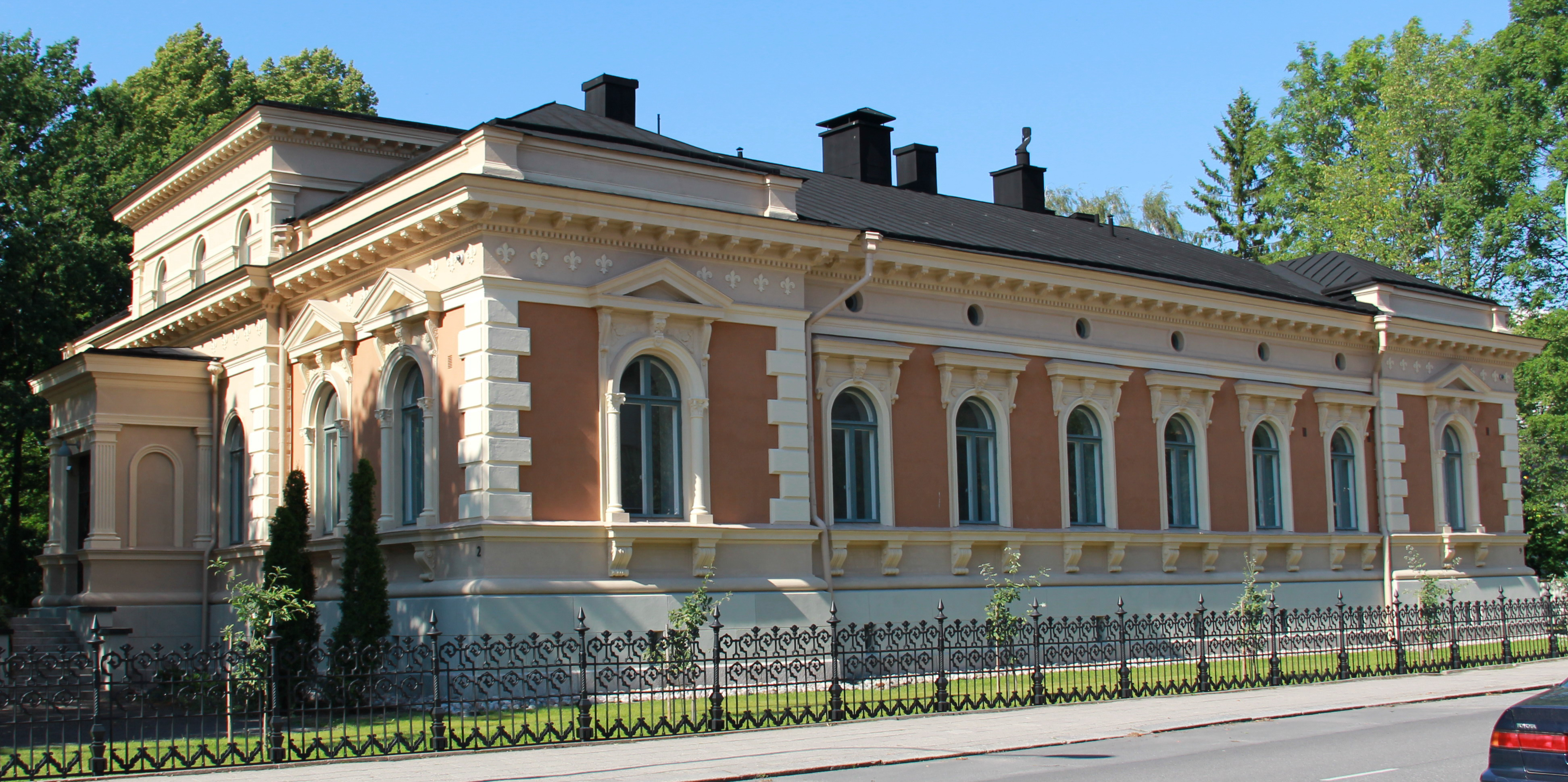
L'archevêché.
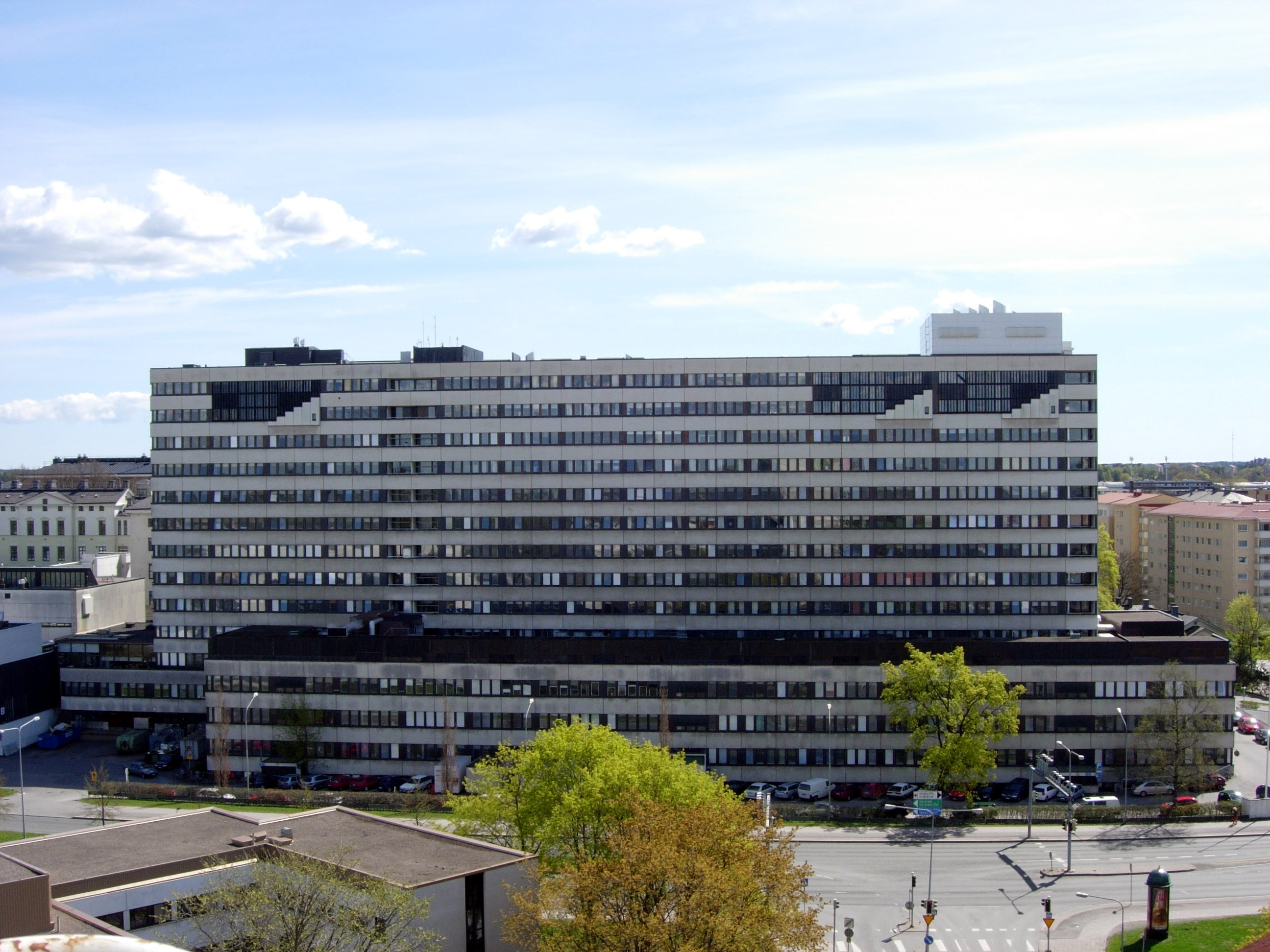
L'hôpital universitaire.